# Federico Zuccari
Federico Zuccari (även stavat Zuccaro), född omkring 1540 i Sant'Angelo in Vado, död 1609 i Ancona, var en italiensk målare i manieristisk stil. Han var bror till Taddeo Zuccari.
Zuccari besökte England (1574–1575), där han utförde några porträtt i krita av drottning Elisabet I. Efter återkomsten till Italien fullbordade han Vasaris fresker i katedralen i Florens, Santa Maria del Fiore. I mitten av 1580-talet uppdrog Filip II av Spanien åt Zuccari att utföra fresker i El Escorial.
Zuccaro tillhörde grundarna av Accademia di San Luca i Rom och utgav 1607 det teoretiska verket L'idea de' pittori, scultori ed architetti. I Rom finns verk av Zuccari i bland annat San Marcello al Corso och Oratorio del Gonfalone.

## Verk i urval
- Jungfru Marie kröning – Cappella Garzoni, Il Gesù[1]
- Pauli omvändelse – Cappella Frangipane, San Marcello al Corso[2]
- Fresker med scener ur Jungfru Marie liv (tillsammans med brodern Taddeo Zuccari) – absiden, Santa Maria dell'Orto[3]
- Den heliga Veronika möter Jesus med Korset – Cappella Olgiati, Santa Prassede[4][5]
- Mosaiker (förlagor) – Cappella Caetani, Santa Pudenziana[6]

## Bilder

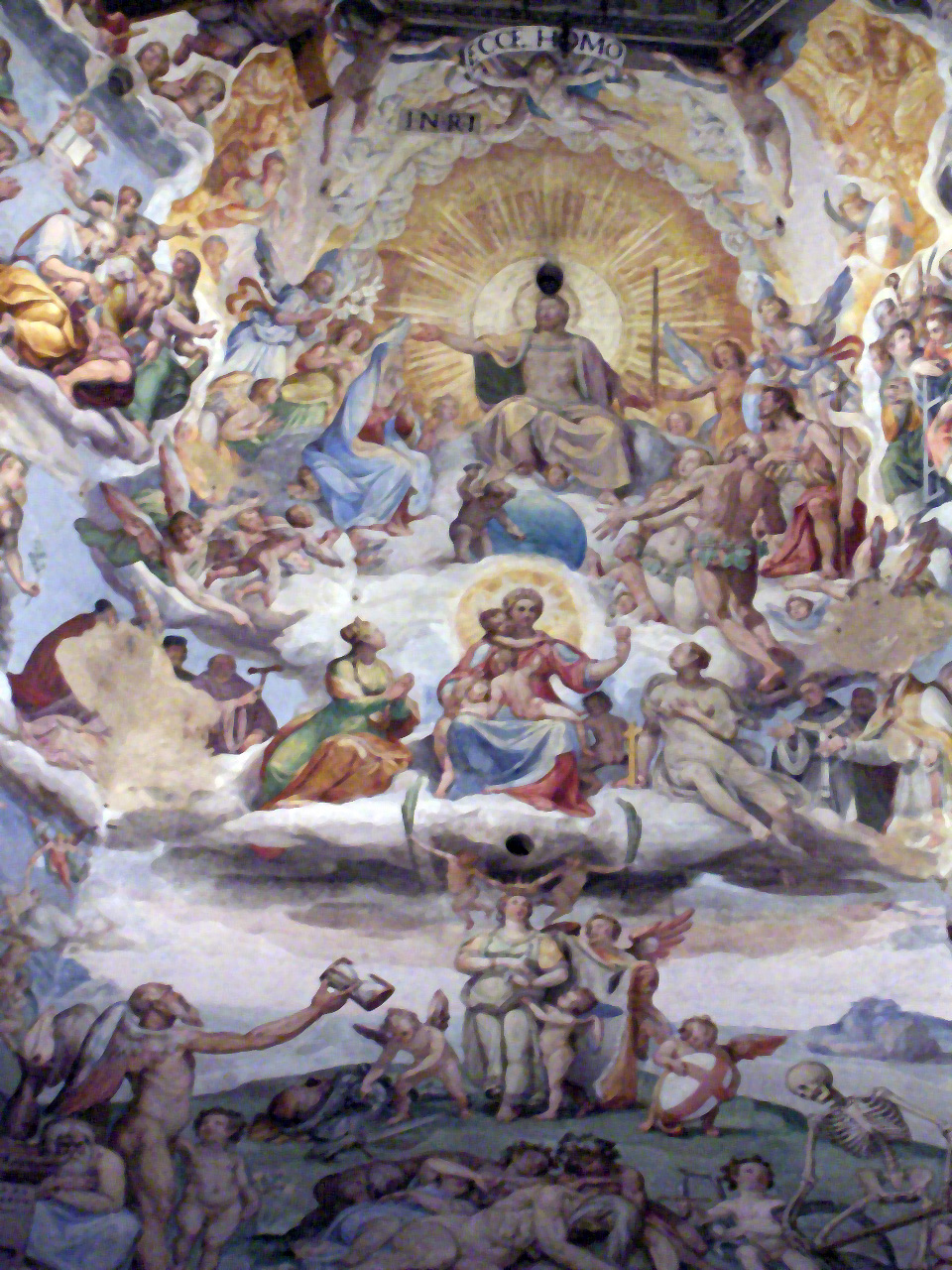
Den tronande Kristus. Kupolfresk i Florens katedral.
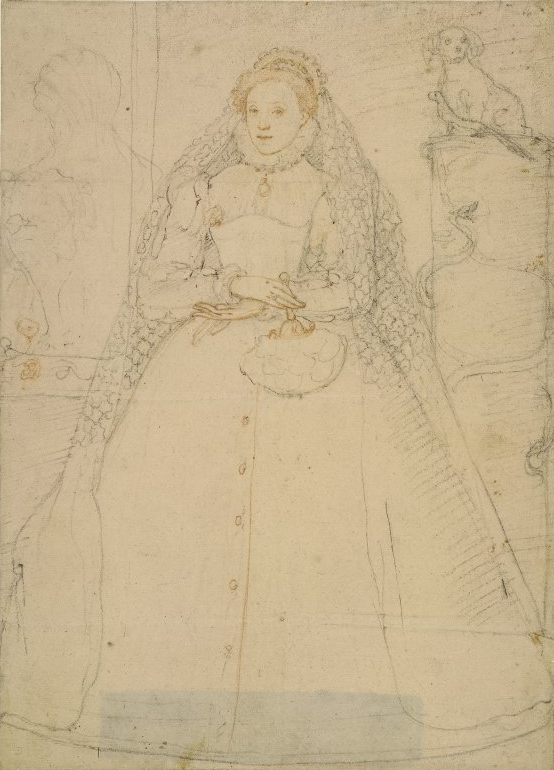
Elisabet I. Kritskiss.
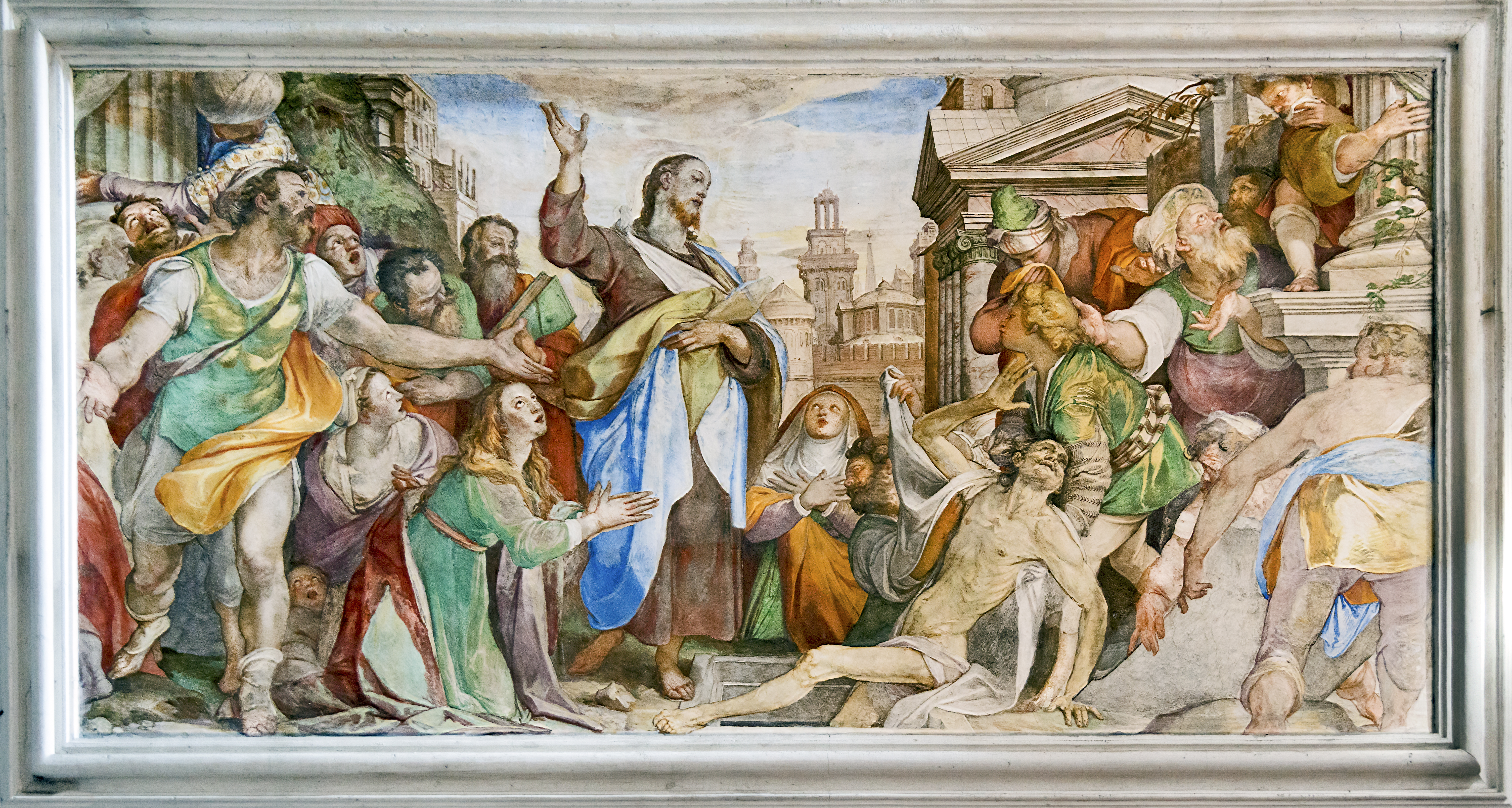
Lasarus uppväckande. San Francesco della Vigna i Venedig.
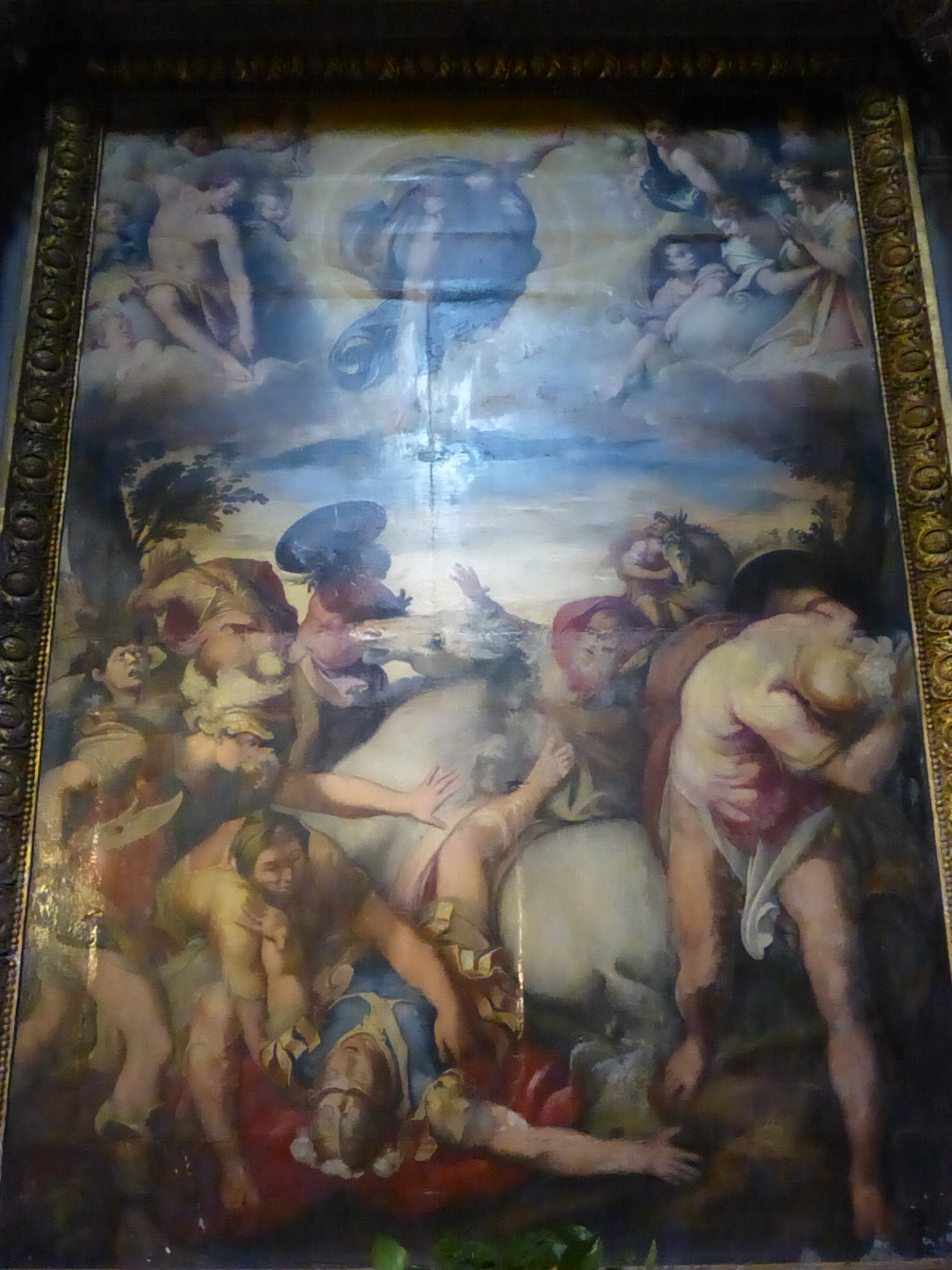
Pauli omvändelse i San Marcello al Corso.
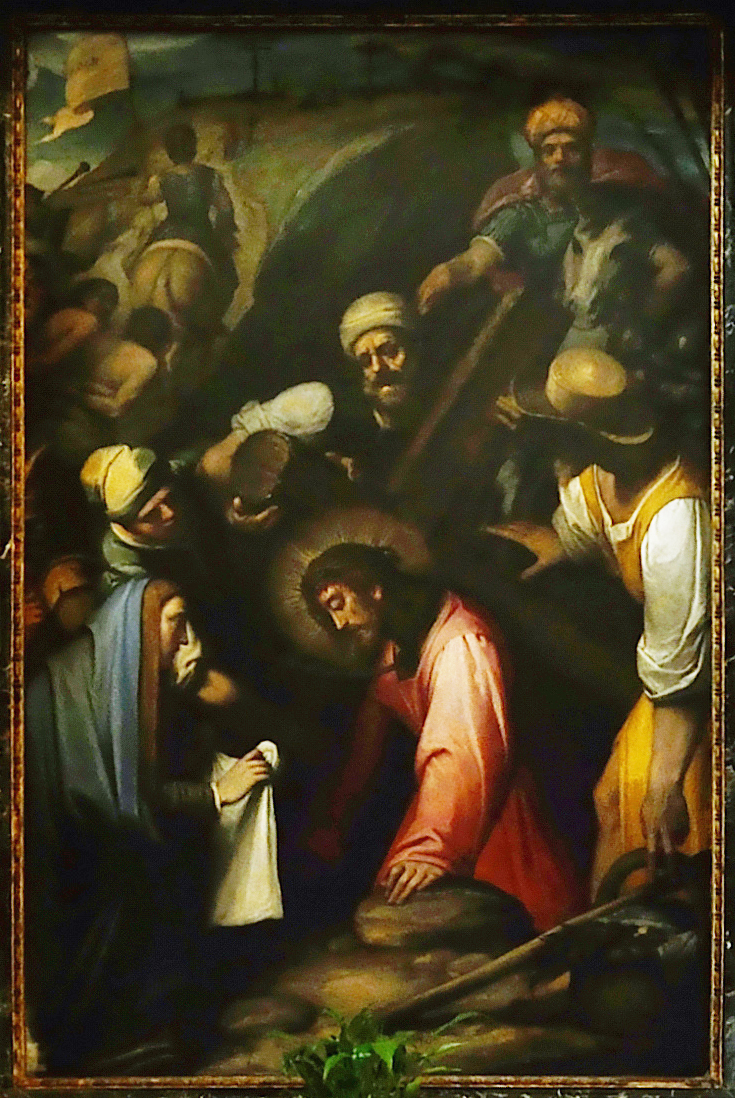
Den heliga Veronika möter Jesus med Korset, Cappella Olgiati i Santa Prassede.
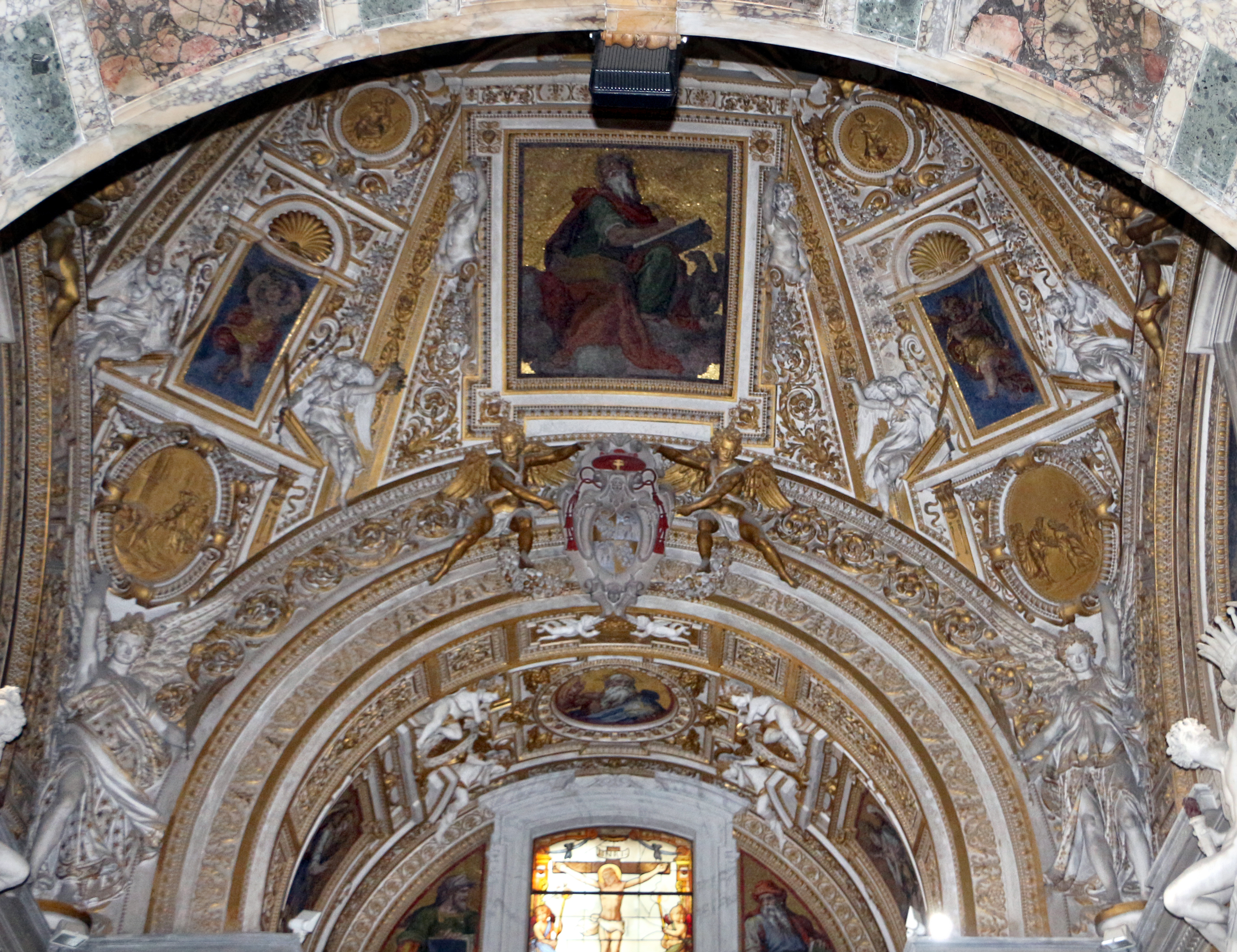
Cappella Caetani i Santa Pudenziana.